# Geranium chimborazense
Geranium chimborazense es una especie de la familia de las geraniáceas.

## Hábitat
Es una especie nativa de Ecuador. Su hábitat natural son los pastizales subtropicales o tropicales a grandes alturas de 3500 a 4500 m s. n. m.
Son hierbas terrestres endémicas de la zona norte y central de los Andes de Ecuador, donde se sabe de seis poblaciones.  Protegidas en el Parque nacional Cotopaxi, en el Parque nacional Sangay, y en la Reserva de Producción Faunística Chimborazo, el espécimen tipo fue probablemente recogido en lo que hoy es la Reserva Ecológica Los Ilinizas.  El espécimen tipo fue aparentemente destruido en el herbario de Berlín durante la Segunda Guerra Mundial, pero existe una imagen en el Field Museum, Chicago, EE. UU. Aparte de la destrucción del hábitat, no se conocen otras amenazas concretas sobre la especie.

## Taxonomía
Geranium chimborazense fue descrita por Reinhard Gustav Paul Knuth y publicado en Das Pflanzenreich IV. 129(Heft 53): 212. 1912.
Etimología
Geranium: nombre genérico que deriva del griego:  geranion, que significa "grulla", aludiendo a la apariencia del fruto, que recuerda al pico de esta ave.
chimborazense: epíteto geográfico que alude a localización en las cercanías del Volcán Chimborazo.